# Comuna Derebciîn, Șarhorod
Derebciîn (în ucraineană Деребчин) este o comună în raionul Șarhorod, regiunea Vinnița, Ucraina, formată din satele Arîstivka, Derebciîn (reședința), Mala Derebciînka, Semenivka, Verbivka și Volodîmîrka.

## Demografie
Componența lingvistică a satului Derebciîn
     Ucraineană (98,48%)
     Rusă (1,02%)
     Alte limbi (0,31%)
Conform recensământului din 2001, majoritatea populației satului Derebciîn era vorbitoare de ucraineană (98,48%), existând în minoritate și vorbitori de rusă (1,02%).